# 22919 Shuwan
22919 Shuwan è un asteroide della fascia principale. Scoperto nel 1999, presenta un'orbita caratterizzata da un semiasse maggiore pari a 2,4301574 UA e da un'eccentricità di 0,1045523, inclinata di 7,22791° rispetto all'eclittica.